# Comté de Murchison
Le Comté de Murchison est une zone d'administration locale dans l'est de l'Australie-Occidentale en Australie. 
Il n'y a pas de centre administratif du comté.
Le comté a 7 conseillers locaux et est divisé en 2 circonscriptions:
- Darlot Ward (4 conseillers)
- Ballinyoo Ward (3 conseillers)